# Hôtel-Dieu de Montbazon
Pour un article plus général, voir Hôtel-Dieu.
L'hôtel-Dieu est un ancien établissement hospitalier situé dans la commune française de Montbazon, dans le département d'Indre-et-Loire.
Implanté au XVe siècle en bordure de ce qui est alors la route d'Espagne, mais aussi chemin de Compostelle, l'hôtel-Dieu est désaffecté peu de temps après la Révolution française. Au XXIe siècle il n'en subsiste plus que la chapelle, très remaniée, mais dont plusieurs éléments sont inscrits comme monuments historiques en 1981.

## Localisation
L'hôtel-Dieu est implanté en bordure d'une rue de Montbazon qui, à l'époque de la construction de l'édifice et jusque vers 1750, se prolongeait par le pont permettant de traverser l'Indre. Cette voie constituait, jusqu'au percement de la route royale d'Espagne (puis N 10, désormais D 910) et l'édification d'un nouveau pont, le point de passage de l'itinéraire de Paris vers le sud-ouest de la France en passant par Tours, ; cet itinéraire était notamment emprunté par les pèlerins se rendant à Saint-Jacques de Compostelle.

## Histoire

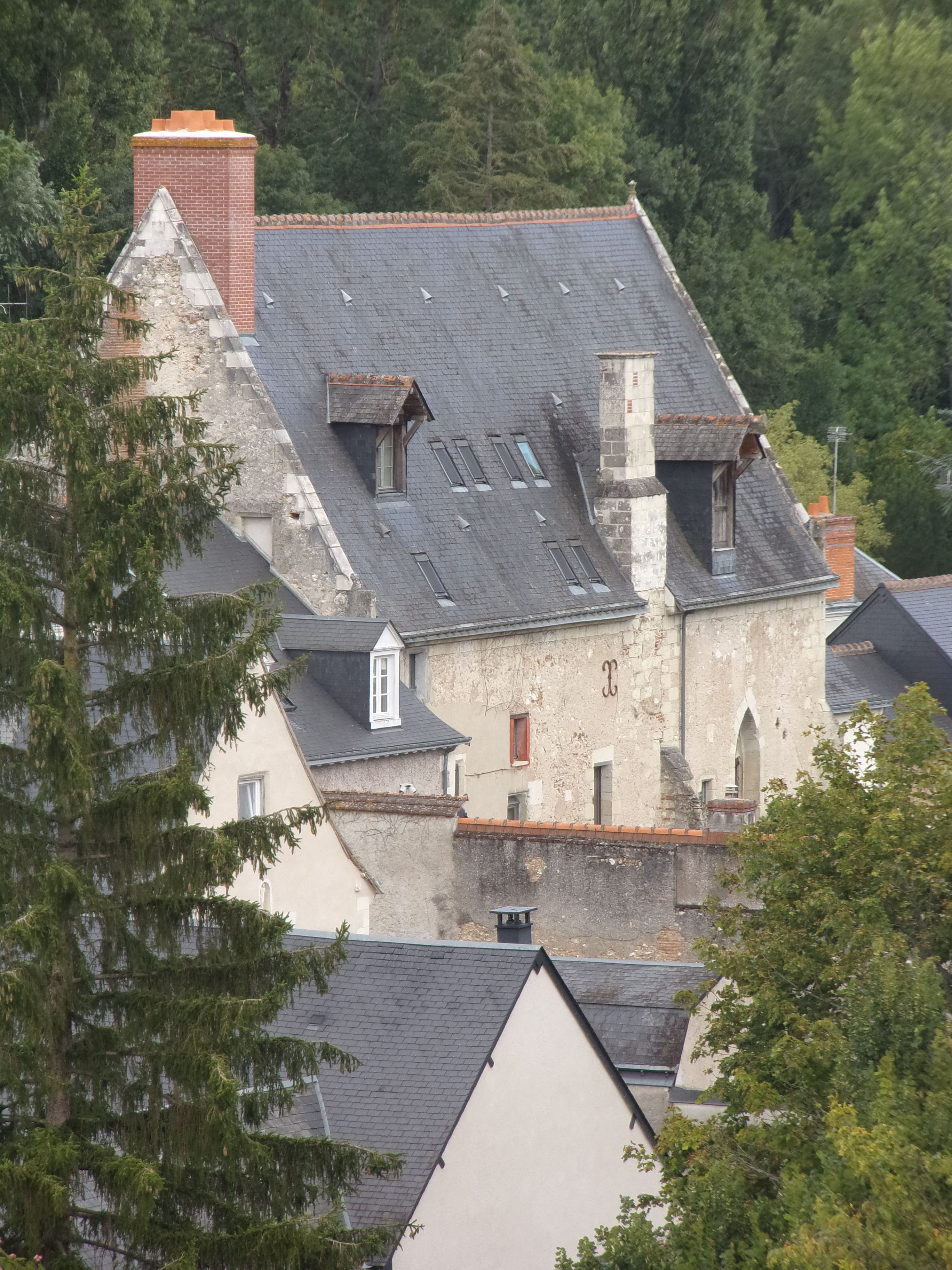
Façade sud vue depuis la forteresse.

L'hôtel-Dieu de Montbazon est fondé au début des années 1470 par Françoise de La Rochefoucauld et affecté aux sœurs du Tiers-Ordre franciscain. Il complète l’aumônerie déjà existante, qui accueille les pèlerins mais qui est ruinée depuis longtemps en 1583.
En 1698, l'hospice est rattaché à l'hôtel-Dieu de Tours. En 1799, les bâtiments sont désaffectés et transformés en tannerie,.
Ne subsiste plus de l'édifice au XXIe siècle que la chapelle de l'aumônerie, anciennement dédiée à saint Blaise, dont la nef est reconvertie en habitation tandis que l'unique travée du chœur est transformée en remise.
Les façades et toitures ainsi que l'intérieur de la chapelle sont inscrits au titre des monuments historiques par arrêté du 22 décembre 1981.

## Architecture
| - Blason en façade. - Tête sculptée. |

La chapelle est composée d'une nef simple, sans collatéraux, prolongée par un chœur que termine un chevet plat. Les trois baies de la nef sont murées, mais l'une d'elles conserve ses remplages de style gothique flamboyant. Les autres bâtiments de l'hôtel-Dieu proprement dit se développaient à l'ouest de la chapelle, le long de l'actuelle rue Emmanuel-Brault.
La façade présente un motif, bûché, représentant deux anges tenant un blason composé des armoiries des familles de La Rochefoucauld et d'Estouteville, Françoise de la Rochefoucauld ayant épousé Jean d'Estouteville.
Encastrée dans un trottoir quelques centaines de mètres plus loin une tête sculptée provient peut-être d'une corniche de l'hôtel-Dieu.

## Pour en savoir plus